# هيلينا مولوني
هيلينا ماري مولوني (15 يناير 1883 - 29 يناير 1967) كانت من أتباع الجمهوريانية الأيرلندية ونسوية وناشطة عمالية. وقاتلت في ثورة عيد الفصح عام 1916 وأصبحت فيما بعد ثاني امرأة تتولى رئاسة مؤتمر نقابات العمال الأيرلندية.

## النشأة
ولدت مولوني في 8 كولز لين قبالة شارع هنري في وسط دبلن، كان والدها مايكل مولوني بقالًا. وتوفيت والدتها كاثرين ماكغراث في وقت مبكر من حياتها. ثم تزوج والدها مرة أخرى لاحقًا، لكن كلا الزوجين أصبحا مدمنين على الكحول، وهو الأمر الذي أثر على هيلينا بعد سنوات.

## بنات أيرلندا
في عام 1903 انضمت مولوني إلى منظمة (بنات أيرلندا) متأثرة بخطاب القومية مود غون، وبدأت التزامًا مدى الحياة بالقضية القومية. وفي عام 1908 أصبحت رئيسة تحرير الجريدة الشهرية للمنظمة المرأة الأيرلندية. وقد شكلت المرأة الأيرلندية مجموعة قومية؛ صممت كونستانس ماركيفيتش صفحة العنوان، وكتبت عمود البستنة؛ وكتبت سيدني غيفورد (تحت الاسم المستعار «جون برينان») للصحيفة وكانت ضمن فريق الإنتاج؛ وكان من بين المساهمين إيفا غور بوث، وسوزان إل ميتشل، وكاثرين تينان، بالإضافة إلى باتريك بيرس، وتوماس ماكدونا، وإيه إي، وروجر كيسمنت، وآرثر غريفيث، وجيمس ستيفنز. وتضمنت الصحيفة مجموعة مختارة من المقالات مثل عمود الموضة (التي تتضمن المواد والملابس الأيرلندية الصنع)، وعمود العمل، والطبخ، والسياسة، والخيال، والشعر.
كانت مولوني أساسية في نشاط الوجبات المدرسية للحركة. ونظمت مع مود غون وماري بيرولز وآخرين إمداد الوجبات المدرسية اليومية للأطفال في المناطق الفقيرة، وضغطت على شركة دبلن والهيئات الأخرى لتقديم الوجبات المناسبة (اللحوم والخضروات، والأرز والحليب يوم الجمعة) للأطفال الجياع في دبلن.

## الجمهوريانية والعمل
عملت مولوني أيضًا كممثلة، وكانت عضوًا في مسرح آبي. إلا أن التزامها الأساسي كان منصبًا على عملها السياسي. وقد كان لها تأثير سياسي قوي، وكانت صاحبة الفضل في استقطاب الكثيرين إلى الحركة، بما في ذلك كونستانس ماركيفيتش والدكتورة كاثلين لين، التي كتبت: «اعتدنا إجراء محادثات طويلة وحولتني إلى الحركة الوطنية. لقد كانت فتاة ذكية وجذابة للغاية وتتمتع بقدرة هائلة على تكوين صداقات».
بصفتها ناشطة عمالية، كانت مولوني زميلة مقربة من ماركيفيتش وجيمس كونولي، وكانت سكرتيرته لبعض الوقت. وفي نوفمبر عام 1915 عينها كونولي سكرتيرة لاتحاد العاملات الأيرلنديات، خلفًا لديليا لاركن. وجرى تشكيل هذا الاتحاد أثناء الإضراب في مصنع جاكوب للبسكويت عام 1911 والذي كان جزءًا من إضراب دبلن عام 1913. وأدارت مولوني مصنع قمصان النقابة في ليبرتي هول، الذي تأسس لتوفير فرص العمل للمضربين الذين توقفوا عن العمل وأدرجوا في القائمة السوداء بعد الإضراب. وكتبت مولوني في بيانها إلى مكتب التاريخ العسكري: «لم يكن أي منهم أفضل منها لو بقليل في أي من القتالين [انتفاضة 1916، حيث خدم الجميع، والإضراب في جاكوب]». وتابعت «بمثل هذه الطريقة تولد الأرستقراطية الحقيقية للبلاد». وكانت صديقة لعائلة توماس ماكدونا وزوجته مورييل، وكانت العرابة لابنتهما باربرا، التي كان عرابها باتريك بيرس؛ وكتبت واصفةً ليبرتي هول، حيث قضى كونولي معظم وقته: «يمكن أن يكون كونولي بعد ساعات العمل متفرغًا للزوار الخاصين. اتصل بيرس عدة مرات، وكذلك جو بلونكيت وتوم ماكدونا. كان هؤلاء الرجال جميعًا أصدقاء حميمين لي، لذا بدا من الطبيعي بالنسبة لي أن أشجعهم على شراء الجوارب وربطات العنق منا».
في نفس النص وصفت مولوني توزيع المنشورات في شارع أوكونيل الذي كان آنذاك بجانب مكتب البريد العام ويتردد عليه فقط الجنود البريطانيون ورعاتهم: «لقد رصدتنا الشرطة أنا والسيدة إليزابيث أوفاريل وسيغل غرينان. انطلقنا بسرعة، وقد طاردونا في شارع هنري وشارع ماري وحتى الأسواق في شارع كابيل. ثم ابتعدنا بسهولة حيث كنا صغارًا وسريعين، وكانت المعاطف الطويلة الثقيلة تعوق الشرطة. على العموم كنا خائفين كثيرًا من الجنود بعصيهم».
تأسست فيانا إيرين، وهي هيئة طلابية من المتطوعين الأيرلنديين، على يد كونستانس ماركيفيتش في منزل مولوني في 34 شارع كامدن السفلي، دبلن، في 16 أغسطس عام 1909. وعملت ماركيفيتش بشكل وثيق مع مولوني وبلمر هوبسون في تنظيم فيانا الوليدة. وخلال هذه الفترة من العمل معًا في بناء فيانا، حدث تقارب عاطفي بين مولوني وهوبسون. ومع ذلك فإن العلاقة لم تستمر. وقد أسرت مولوني لصديقة في الثلاثينيات من القرن العشرين بأنها اعتقدت أنهما كانا سيتزوجان، لكن هوبسون «حطم قلبها» وتركها.